# Butterfassturm

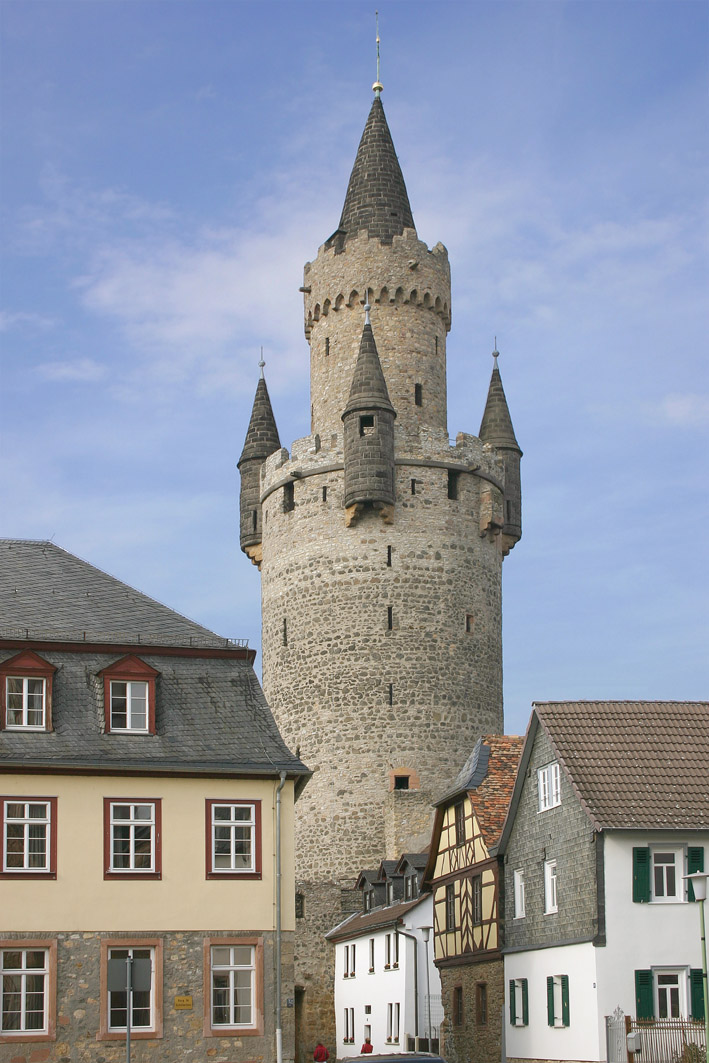
Adolfsturm in Friedberg in Butterfass-Bauweise mit Scharwachttürmchen

Ein Butterfassturm ist ein zweiteiliger Wehrturm, bei dem der obere Turmteil einen geringeren Durchmesser hat als der untere Turmbau. Auf diese Weise entsteht ein Rücksprung, der als umlaufender Wehrgang genutzt wurde, während der sich darüber erhebende schlankere Aufsatz die Funktion eines erhöhten Ausgucks hatte. Die beiden Turmteile hatten meistens zylindrische Form, seltener sind Butterfasstürme mit quadratischem Grundriss. Die Bezeichnung leitet sich von der Ähnlichkeit mit der Form eines Butterfasses, ein zylindrisches Fass mit schmalem Stößer, ab.
Die Bauform kam im 14. Jahrhundert besonders bei Bergfrieden von Burgen auf, aber auch bei Stadtmauertürmen oder Warttürmen zur Anwendung. Sein Kampf- bzw. Verteidigungswert lag nur wenig höher als bei Türmen ohne Butterfassaufsatz, aber zumindest brachte er einen verbesserten und weiteren Ausblick. Der Hauptgrund für die Errichtung solcher Butterfasstürme war deshalb vermutlich weniger strategischer als vielmehr symbolischer Natur.
Im Spätmittelalter entstanden im Gebiet Mittelrhein-Südhessen-Taunus auffällig viele Butterfasstürme. Beispiele für Butterfasstürme finden sich z. B. in Bad Homburg (Weißer Turm), Friedberg (Adolfsturm), Idstein (Hexenturm, dem Bergfried der Burg Idstein), in Oberwesel der Ochsenturm sowie auf der Marksburg oberhalb von Braubach am Rhein, deren quadratischer Bergfried seit 1468 ein Butterfasstürmchen als Aufsatz besitzt, das 1705 nach einem Brand entfernt und 1905 erneuert wurde. Einer der mit 56 Metern größten Türme mit einer Variante eines Butterfassturmaufsatzes ist der Runde Turm von 1453, Wahrzeichen der Stadt Andernach. Er besitzt einen achteckigen Turmaufsatz mit Giebelsteinhelm. Der höchste Bergfried einer Höhenburg mit Butterfassaufsatz (1370) war der 1797 zerstörte Bergfried von Burg Rheinfels über Sankt Goar am Rhein mit einer Höhe von 54 Metern an der Zwischenplattform. Der mit 53 Metern dritthöchste erhaltene Bergfried Deutschlands und auf der Osterburg bei Weida in Thüringen ist in Butterfassbauweise ausgeführt. Er ist mit seinem 24 Meter hohen Unterbau von 1193 und dem achtseitigen Steinspitzhelm aus dem 15. Jahrhundert zugleich einer der ältesten erhaltenen Bergfriede.
Dem Butterfassturm vergleichbare Bauformen finden sich im Spätmittelalter auch außerhalb des deutschen Sprachraums, etwa bei den drei Haupttürmen der Festung Rumeli Hisarı am Bosporus oder dem Weißen Turm in Thessaloniki, die jeweils im 15. Jahrhundert durch die Osmanen errichtet wurden; in Spanien verfügen beispielsweise die Burg Manzanares el Real oder das Castillo de La Calahorra über Wehrtürme ähnlichen Typs.

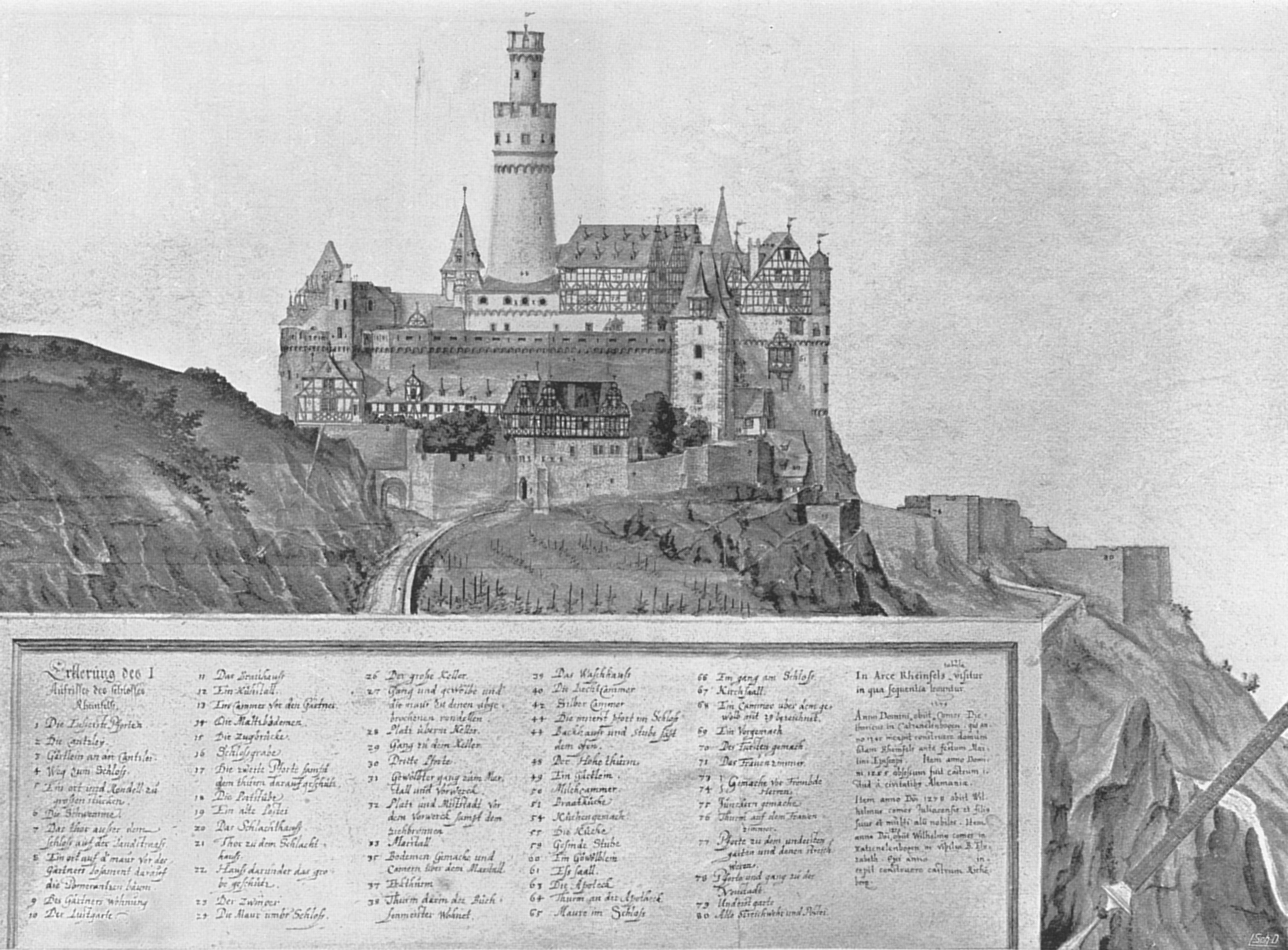
Höchster Butterfassturm-Bergfried auf Burg Rheinfels, 1607
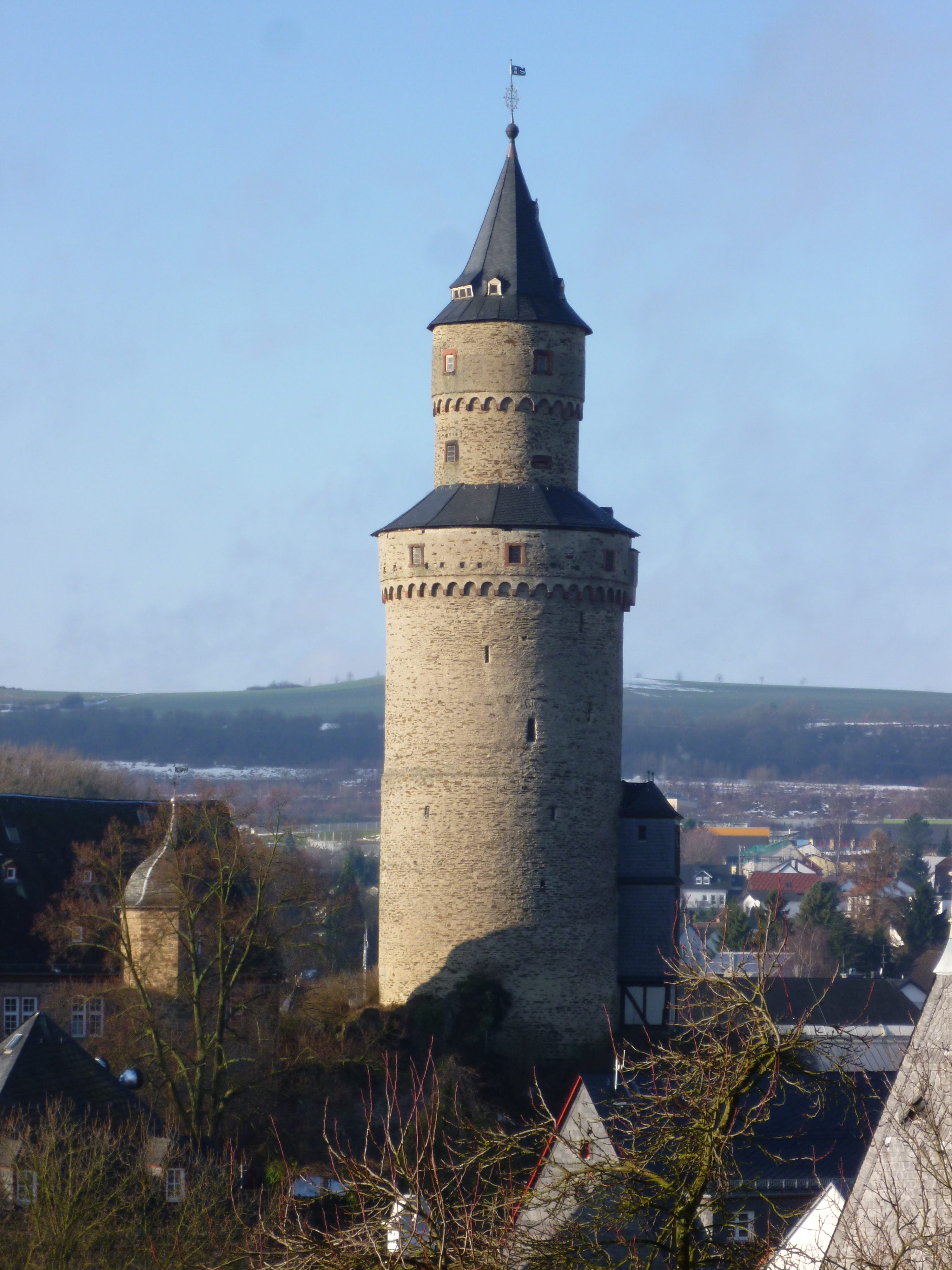
Hexenturm der Burg Idstein
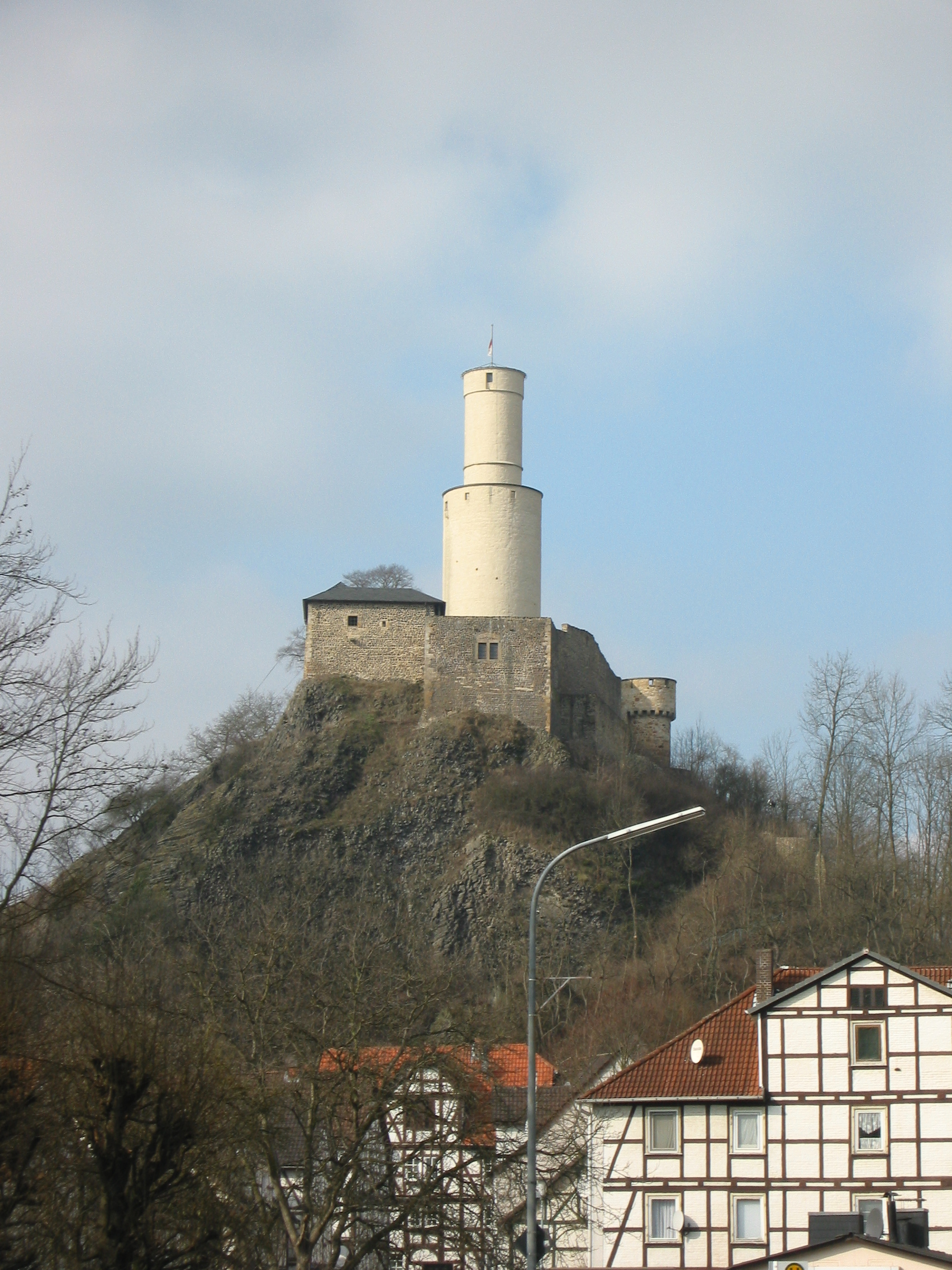
Felsburg